# Harbinryssar

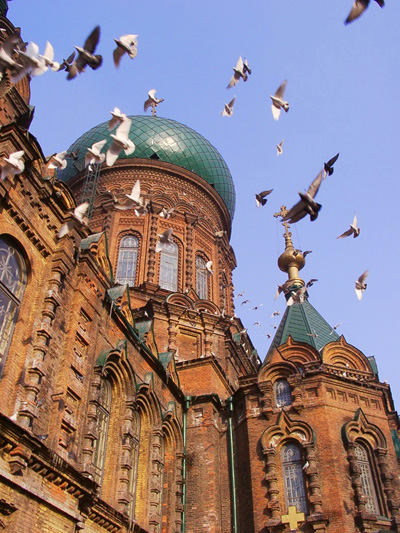
Den ryskortodoxa katedralen St Sofia (1907) i Harbin.

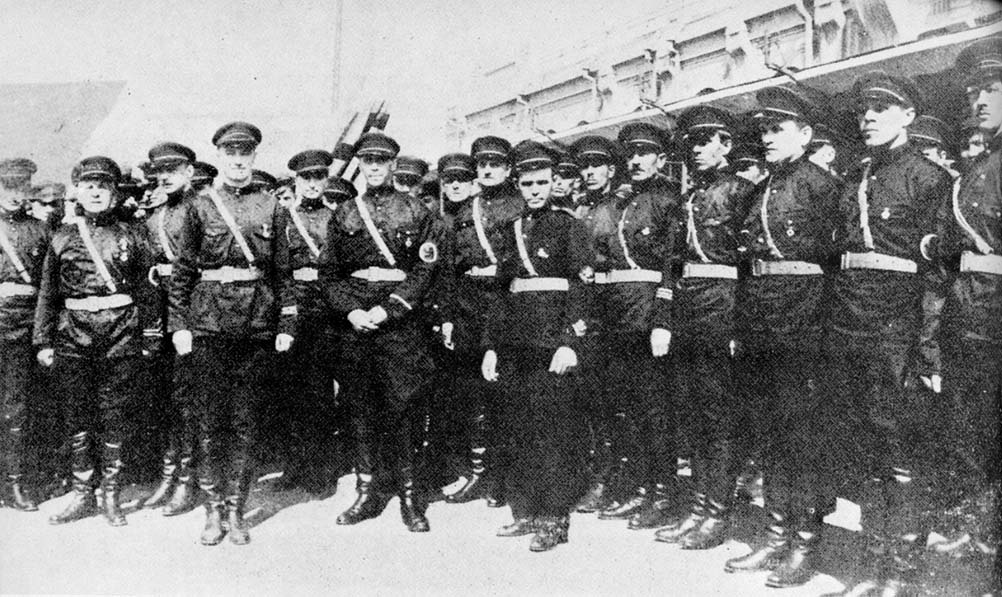
Ryska fascister i Harbin, 1934.

Harbinryssar är den stora minoritet rysktalande emigranter, som under flera generationer var bosatta i staden Harbin i Kina från 1898 till 1960-talet.

## Under tsartiden
De första harbinyrssarna var anställda vid den kinesisk-ryska järnvägen, och det var också till stor del dessa som grundade staden Harbin, som växte upp kring järnvägen. Efter det rysk-japanska kriget lämnade många ryssar trakten, men många hade då blivit bofasta och valde att stanna, och Harbin hade då i realiteten blivit en rysk koloni centrerad kring järnvägen. 
1913 talades 45 språk av 53 olika nationaliteter, av vilka de två största grupperna var ryssar och kineser; även tyskar, polacker och ukrainare ingick i befolkningen. Även många ryska judar emigrerade till Harbin. Ryssarna ansåg i regel Harbin vara en rysk koloni.  

## Efter ryska revolutionen
Under och efter den ryska revolutionen och det ryska inbördeskriget blev Harbin ett av de största målen för politiska flyktingar från Ryssland: under 1920-talet hade Harbin den största ryska befolkningen utanför Ryssland självt. Stadens arkitektur var rysk, ryska talades i affärer, teaterar, på skyltar, inom administration, affärs- och utbildningsväsendet. Den enda delen av staden där ryssar inte var i majoritet var i den kinesiska stadsdelen Fujidian.  
8 september 1920 förklarade Kina tsarrysslands ambassader i Kina ogiltiga och berövade alla ryssar i Kina från sin rätt som utländska medborgare, vilket gjorde exilryssarna i Kina statslösa, samt den exterriorialrätt som gjorde att de i fortsättningen inte stod över kinesisk lag. Därefter övertogs de ryska domstolarna, polisstationerna, häkterna, postkontoren och en del ryska skolor av Kina. 
1924 undertecknades ett avtal mellan Kina och Sovjet som stipulerade att endast kinesiska ellar sovjetiska medborgare fick vara anställda vid kinesisk-ryska järnvägen. Exilryska anställda tvingades därför anta sovjetiskt medborgarskap, och harbinryssarna delades mellan sovjeter och icke-sovjetiska ryssar.  

## Under japanskt styre
1931 ockuperades Harbin av Japan och inlemmades i marionettstaten Manchukuo. De sovjetiska anställda vid järnvägen utsattes för trakasserier av Japan. 1935 sålde Sovjet sin andel i järnvägen till Japan, och ryssar med sovjetiskt medborgarskap emigrerade till Sovjetunionen: nästan alla av dessa arresterades för spionage under Stalins utrensningar 1936-38.
De antisovjetiska harbinryssarna välkomnade Japan, från vilken de väntade stöd för sitt motstånd mot Sovjet, men de kom att leva i en besvärlig situation under det japanska styret. De antisovjetiska ryssarna bildade vid denna tid ryska fasciströrelsen, Ryska fascistiska partiet (RFP). RFP var antisemitiskt och utsatte rika judiska ryssar för kidnappningar, vilket fick många av de judiska harbinryssarna att emigrera.
År 1934 upprättade japanerna BREM, byrån för exilryssar, som nominellt stod under befäl av RFP:s tsarrojalistiska generaler. BREM utfärdade identitetskort, bosättningstillstånd, arbetstillstånd och pass till alla harbinryssar som saknade sovjetiskt medborgarskap. Sovjeterna uteslöts från de ryska skolorna (1937) och deras företag konfiskerades ofta av japanerna, men de stod i övrigt under beskydd av den sovjetiska legationen. 
Harbinryssar utan sovjetiskt medborgarskap var officiellt gynnade av japanerna, men de saknade sovjetiskt beskydd och var därför utsatta för godtycklighet. De utskrevs till militärtjänst, tvingades ofta arbeta militärt vid gränsen till Sovjet och fick efter 1941 bära ett märke på kläderna för att skiljas från sovjeterna: först med Tsarrysslands färger, sedan en numrerad vit aluminiumbricka. RFP samarbetade med japanerna och anmälde ryssar som uppfattades som politiskt opålitliga (dvs som kommunister eller antijapanska) till japanerna, som sedan använde dem som försökskaniner på enhet 731, där japanerna hade behov av europeiska försökskaniner. 
De löpte en stor risk att utsättas för misstanken av att vara spioner för Sovjet, arresteras och avrättas. Vid krigsslutet 1945 halshöggs många av dem i Hailar vid gränsen strax före den ryska invasionen.           
En del flyttade till Shanghai, Beijing, Tianjin, Qingdao eller lämnade Kina. Under 1930-talet uppgick harbinryssarna till 25 000.

## Efterandra världskriget
Då Sovjet invaderade Manchukuo 1945 välkomnades de av harbinryssarna. Under den sovjetiska ockupationen 1945-1946 blev alla harbinryssar som identifierades som antikommunister eller japanska kollaboratörer arresterade och skickade till arbetsläger i Ryssland. Vid de kinesiska kommunisternas övertagande år 1949 utsattes de kvarvarande för trakasserier i egenskap av utlänningar.
År 1952 uppmanade Sovjet de kvarvarande harbinryssarna att emigrera till Ryssland. En del emigrerade också till Australien, Israel, Brasilien eller USA. I mitten av 1960-talet hade nästan alla harbinryssar lämnat Harbin.